# Burg Plesse
Die Burg Plesse, auch Plesseburg oder Ruine Plesseburg genannt, ist eine mittelalterliche Burgruine rund 7 Kilometer nördlich von Göttingen in Südniedersachsen. Seit 1945 befindet sie sich im Eigentum des Landes Niedersachsen, seit 1978 steht sie unter Denkmalschutz.

## Lage
Die Ruine der Spornburg steht im äußersten Nordwestteil des Göttinger Waldes. Sie befindet sich auf einem etwa 350 Meter hohen Bergsporn, dem Südwestausläufer des 386 Meter hohen Wittenberges. Dieser liegt im Landkreis Göttingen östlich des Fleckens Bovenden, oberhalb und östlich von dessen Ortsteil Eddigehausen. Die Burg liegt am Fernwanderweg Solling-Harz-Querweg. Ein paar Kilometer westlich verlaufen in Süd-Nord-Richtung ein Abschnitt der etwa 200 m tiefer im Leinegraben fließenden Leine sowie die Verkehrswege B3 (alte Trasse und Neubautrasse), Bundesautobahn 7 und die Bahnstrecken Hannover-Göttingen und Hannover-Würzburg.

## Baubeschreibung

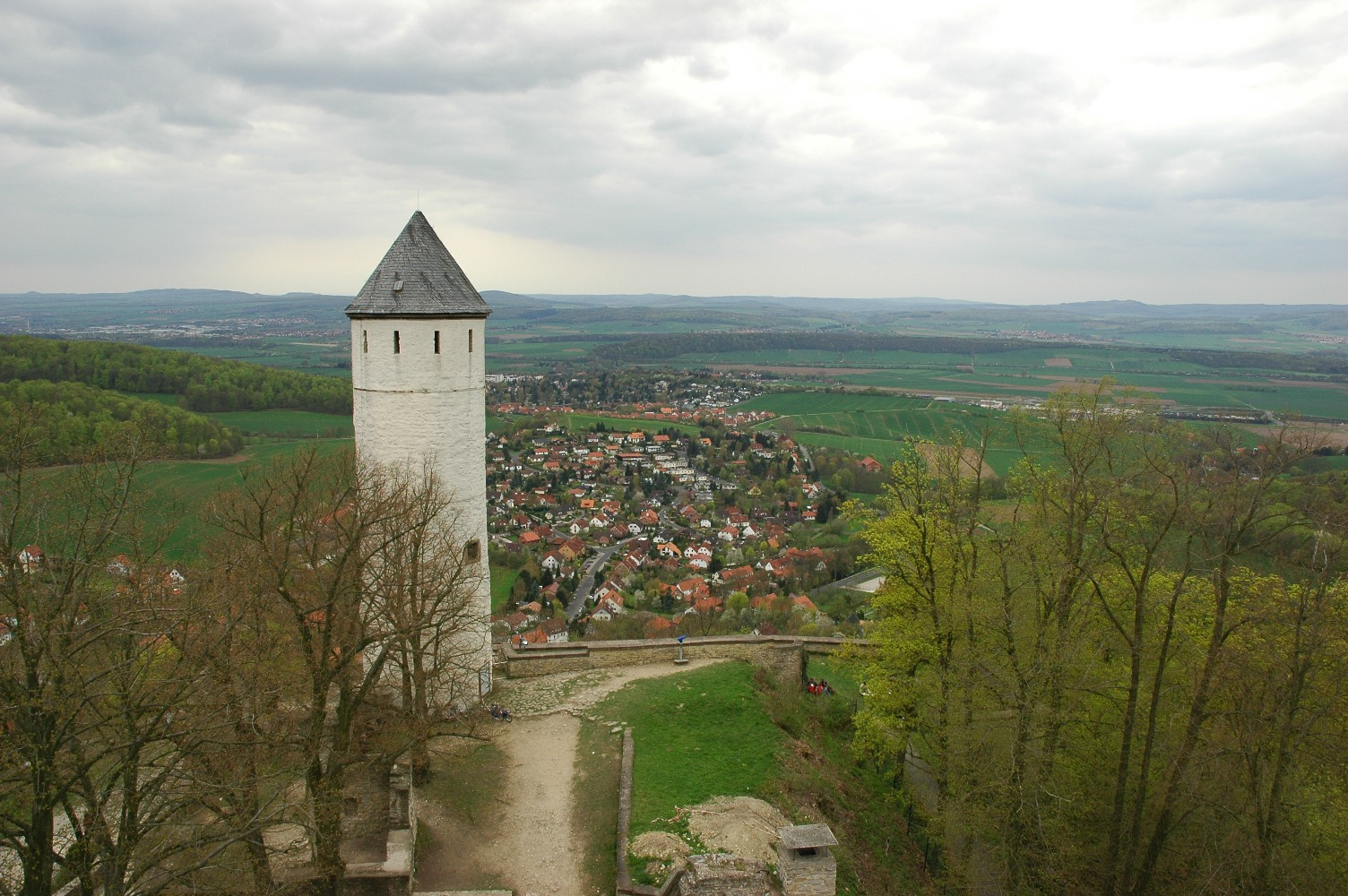
Aussicht vom Bergfried der Burg Plesse auf Eddigehausen und das Leinetal – im Vordergrund der kleine Turm

Die Burg Plesse wurde auf einem Felsen aus hellem Muschelkalk errichtet. Der ursprünglich 30 Meter hohe Bergfried wurde 1542 aus Angst vor seinem Einsturz bei Kanonenbeschuss auf 23 Meter gekürzt. Sein Durchmesser (auf der Höhe des Burghofes) beträgt 15,26 Meter, die Stärke der Turmmauern 4,24 Meter. Der untere Bereich des Bergfrieds ist aus regelmäßigen Steinquadern errichtet und stammt noch aus dem 12. Jahrhundert. Das darüber liegende, unregelmäßige Bruchsteinmauerwerk und der Zinnenkranz wurden bei den Restaurierungen des 19. Jahrhunderts ergänzt. Daneben existiert noch der 22 Meter hohe kleine Turm, der mit einem Durchmesser von gut 7 Metern erheblich schlanker ist und mit 2,25 Meter Mauerstärke im unteren Bereich weniger wehrhaft. Dieser Turm wurde als Wartturm an der exponiertesten Stelle des Bergsporns errichtet und wird auch als „Sydekum“ (Sieh’ dich um) bezeichnet. Der Zutritt zu beiden Türmen war ursprünglich nur über eine Pforte in etwa 10 Meter Höhe möglich. Der Bergfried kann heute über eine Innentreppe als Aussichtsturm bestiegen werden und bietet einen guten Ausblick auf Eddigehausen und das Leinetal. Erhalten und im 19. und 20. Jahrhundert restauriert worden sind außer den beiden Türmen der Burggraben, das untere (äußere) Tor, das mittlere Tor mit Pforthaus und auf der Hauptburg das sogenannte „Steinhaus“ und die Ruine der Kapelle. Auch von den Außenmauern sind erhebliche Reste erhalten – so die Mauer des „Caningartens“ in der Vorburg und Teile der Eckbastionen „Eichsfeld“ und „Catzengarten“.
Der Brunnen der Burg Plesse ist Gegenstand zahlreicher Sagen und Legenden. Einer Überlieferung zufolge soll vom Brunnen aus ein unterirdischer Gang zur Quelle Mariaspring geführt haben. Tatsächlich gab es einen Gang, über den Akten aus dem Jahre 1802 berichteten. Dieser Gang wurde im Ort Eddigehausen, der unterhalb der Burg liegt, gefunden und verband die Burg mit dem Keller eines Wohnhauses der Domäne. Archäologisch ist bis heute kein Brunnen auf dem Gelände der Burg nachweisbar.
Ganz anders stellt sich aber das Wissen über den Brunnen in den Schriftquellen seit dem 16. Jahrhundert dar. Es wird – von Zeit- und Ortszeugen – über die enorme Tiefe des Brunnenschachtes berichtet (nach heutigen Berechnungen etwa 150–170 Meter), über die Schwierigkeiten des Wasserhebens mit Eimer, Kette und Tret-Rad, dann über modernisierende Einbauten (Einbau der „Kunst mit dem Krummen Zapfen“ unter Landgraf Wilhelm IV. von Hessen) im 17. Jahrhundert. Nach der Auflassung der Burg 1660 ist der Brunnen im (schriftlich genannten) „Bornhaus“ weiter zugänglich. Noch in den Reiseführern des 19. Jahrhunderts wird die Lage des Bornhauses genau verortet und nun berichtet, dass viele Besucher Steine in den Brunnenschaft werfen, um seine Tiefe zu erkunden; so wird der Brunnen nach und nach „verfüllt“. Nach den Restaurierungsarbeiten unter König Georg V. von Hannover 1853–1862 wird der Brunnen und auch die Lage des Bornhauses nicht mehr erwähnt. Es ist aus den schriftlichen Überlieferungen mit großer Sicherheit zu erschließen, dass sich das Bornhaus im sogenannten Mittelhof, direkt hinter dem „Pforthaus“ (Mittleres Tor) auf der rechten Seite befunden hat. Es handelt sich dabei aber nicht um das hier noch vorhandene „Gewölbe“, dieses ist eine Tank-Zisterne des 12. Jahrhunderts/um 1200. Das Bornhaus hat auf dieser Seite des Mittelhofes (also) im Berich zwischen der inneren Pforthaus-Mauer und der Tank-Zisterne gelegen. Einen Überblick zum Forschungsstand (1991) gibt der Aufsatz im Kleinen Plesse-Lesebuch.
Im Innenhof des nahegelegenen Vorwerks Deppoldshausen befindet sich ein 100 m tiefer Brunnen, der 1937 auf 130 m vertieft wurde. Es wird zu Unrecht vermutet, dass es sich bei diesem Brunnen um den Brunnen der Burg Plesse handelte.
Von der Burg Plesse sind zahlreiche historische Ansichten bekannt.

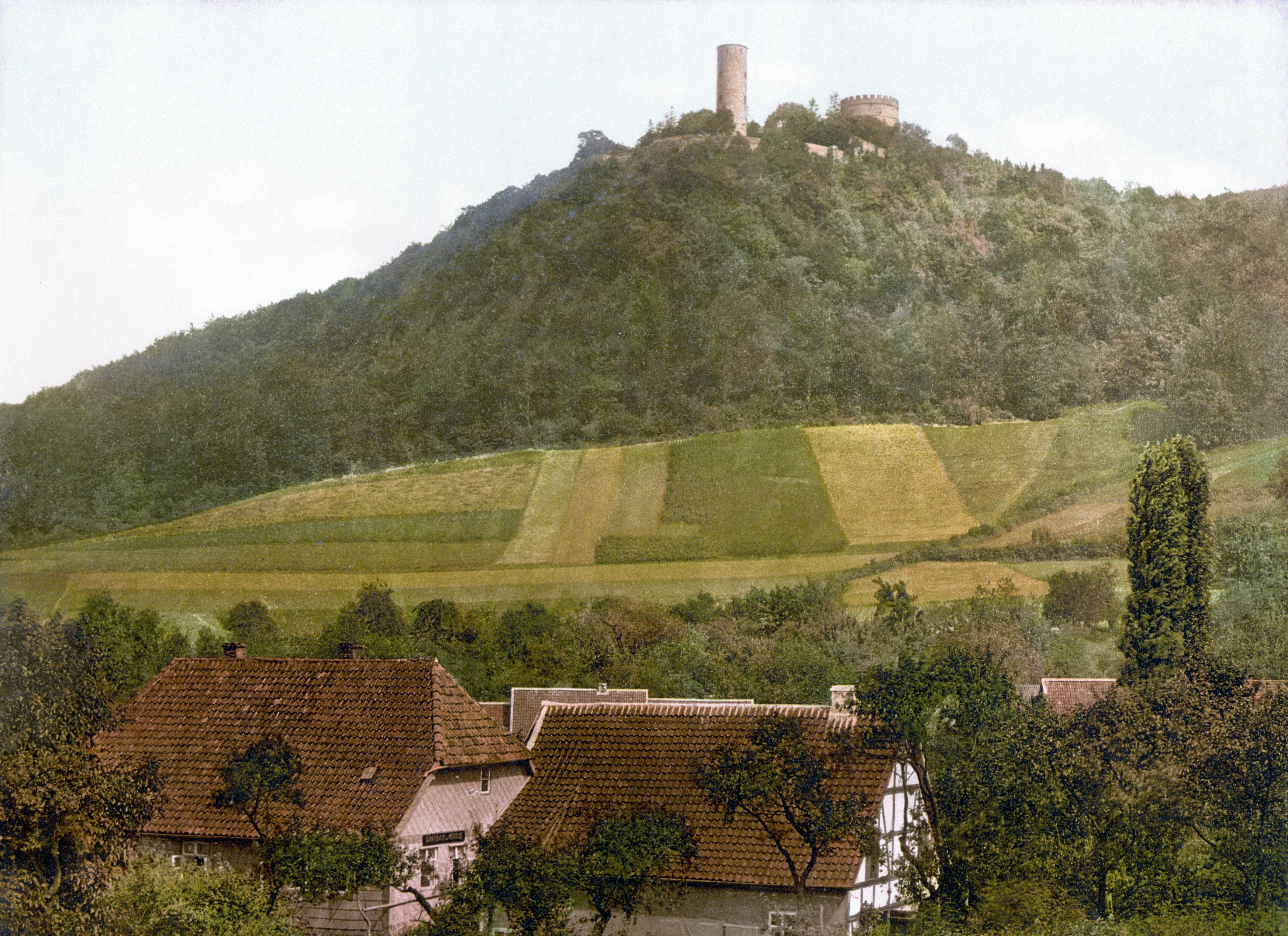
Burg Plesse um 1900
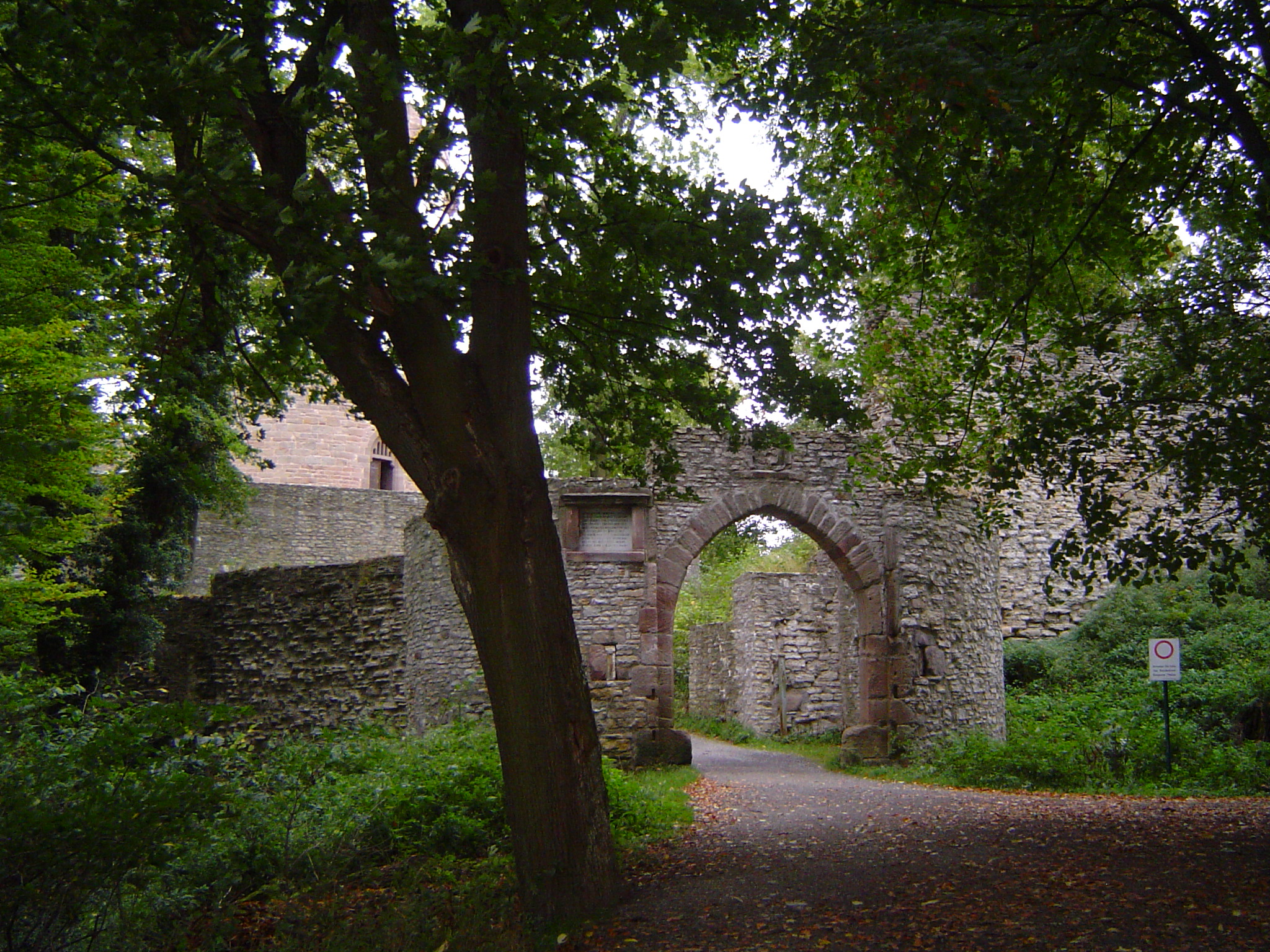
Unteres Tor als Zugang zur Vorburg
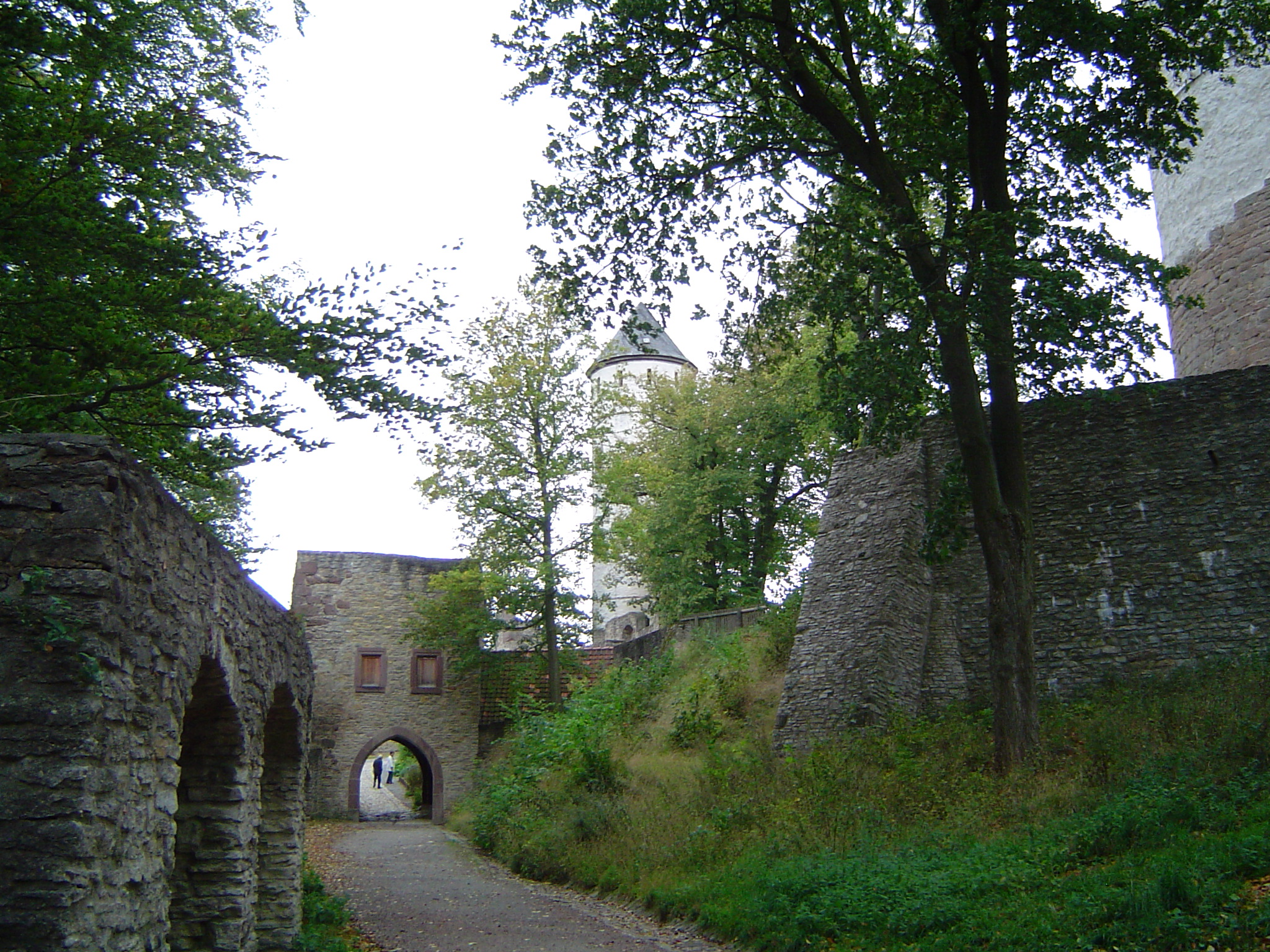
Pforthaus als Zugang zur Mittelburg
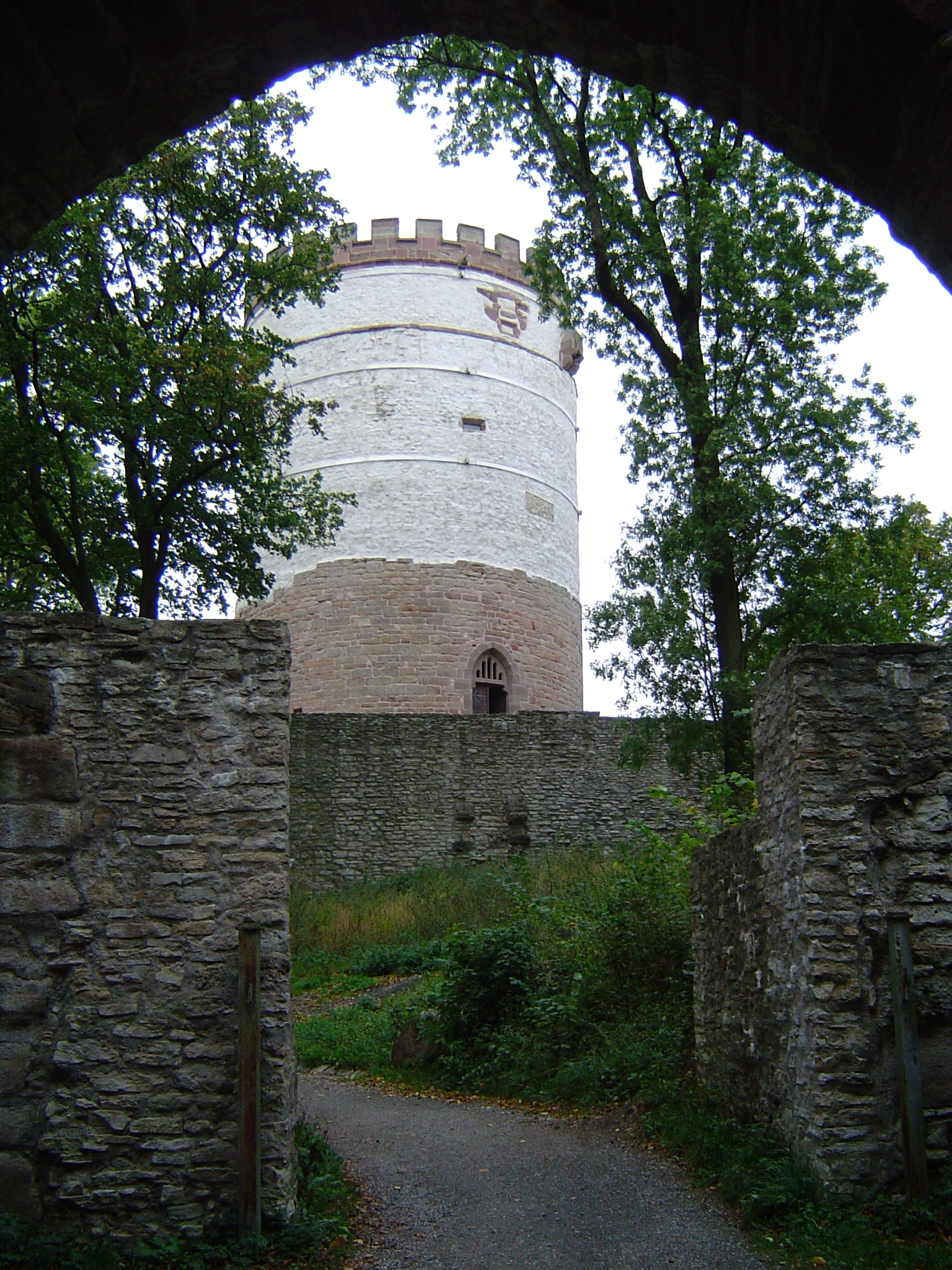
Blick zum Bergfried
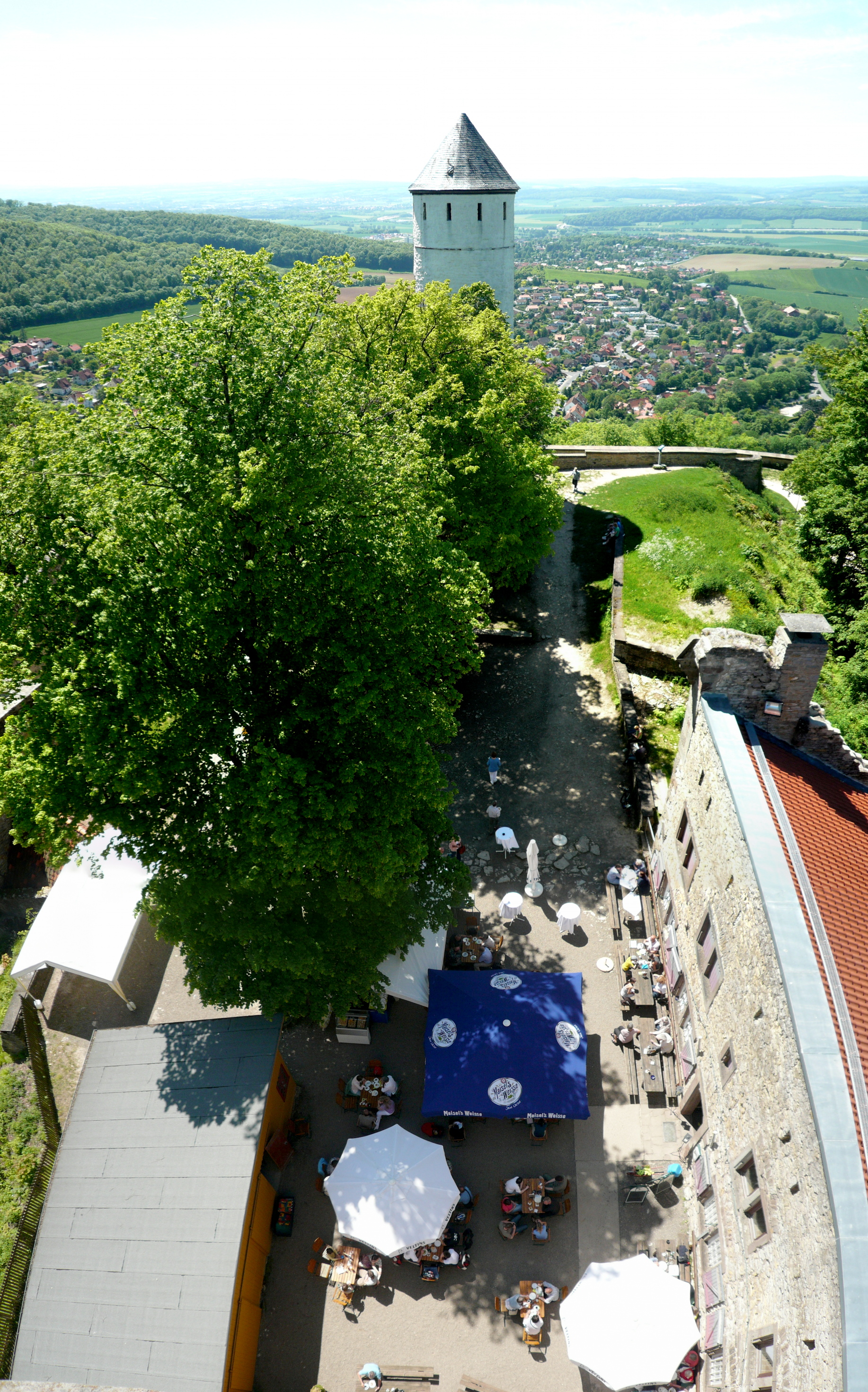
Burg und Biergarten

## Geschichte

### Schenkung Bischof Meinwerks 1015
In seiner berühmten posthum verfassten Lebensgeschichte über den Paderborner Bischof Meinwerk – der „Vita Meinwerci episcopi Patherbrunnensis“ – berichtet Abt Konrad von Abdinghof des Paderborner Klosters Abdinghof um 1160, dass der Bischof Meinwerk am 15. September 1015, dem Tag der Weihe der Domkirche zu Paderborn, seiner Kirche die Burg Plesse aus seinen Immedinger Erbgütern im Stammesherzogtum Sachsen übertragen habe. Weiter erhielt danach die Bischofskirche tausendeinhundert Hufen unter dem Vorbehalt, dass von einem Teil dieser Güter, deren Genuss seiner Mutter auf Lebenszeit verbleiben sollte, neue Kirchen zu stiften seien. Diese Quelle wird von Forschern unterschiedlich bewertet. Die einen nehmen die Vita Meinwerci als Beleg dafür, dass die Burg Plesse schon 1015 bestanden habe, andere heben hervor, dass Meinwerk alte Rechtstitel des Bistums Paderborn an der Burg absichern wollte, und außerdem bei der Größe des geschenkten Grundbesitzes „stark überhöht“ habe:
Die Flächen „von Minden bis in das Magdeburgische hinein“.

### Grafen von Winzenburg als Erbauer der Burg
Heinrich der Löwe beherrschte das geschichtliche Interesse in einem Maße, dass Parteigänger und Gegner wie die Grafen von Winzenburg lange Zeit nicht hinreichend zur Geltung kamen. In der ersten Hälfte des 12. Jahrhunderts – in nur zwei Generationen – gelang ihnen ein machtpolitischer Aufstieg, ehe ihre Bedeutung wieder erlosch. Hermann I. von Winzenburg (* um 1083; † 1138), Graf von Formbach und Vogt von Stift Göttweig, scheint durch seine Mutter Mathilde von Reinhausen in Südniedersachsen zu erheblichen Besitzungen gekommen zu sein. Ein Vorteil den seine Söhne Hermann II. von Winzenburg (* 1110; † 1152) und Heinrich von Assel (* 1115; † 1146) geltend zu machen wussten. Diese zweite Winzenburger Generation gehörte zeitweilig zu den starken Gegnern des Welfenherzogs und erbaute möglicherweise zwischen 1122 und 1128 auf Paderborner Gebiet die Burg Plesse. Im Vergleich zu Urkunden und anderen Quellen über die spätere Herrschaft Plesse, sind nur wenige verlässliche Daten zur Geschichte der hochmittelalterlichen Burg vorhanden. Wie für die meisten Burgen aus früher Zeit ist auch für die Plesse das Gründungsdatum nicht überliefert. Martin Last vermutet, dass es schon zu Beginn des Investiturstreites 1077/78 gewesen sein könnte. Die Burg wurde mehrfach verändert. Allerdings sprechen burgen-baugeschichtliche Fakten dagegen, dass die Anlage – so wie wir sie kennen – schon im Jahr 1015 errichtet war. Vielleicht wusste Abt Konrad von Abdinghof jedoch mehr als wir heute belegen können, nämlich dass es schon zu Zeiten Bischof Meinwerks einen Vorgängerbau an jener Stelle gab, „urbs, qui Plesse dicitur“.

#### Hermann I. von Winzenburg
Hermann I. von Winzenburg war vorübergehend Markgraf von Meißen und Landgraf von Thüringen. Er gehörte nicht nur zum engsten Gefolge König Heinrich V. (HRR), sondern man muss ihn auch als einen aggressiven Fehdetyp und Machtmenschen bezeichnen. So ließ er beispielsweise Burchard I. von Loccum – einen Vertrauten von König Lothar III. (HRR) – wegen eines Streites über einen Burgenbau umbringen. Auf dem Fürstentag zu Quedlinburg vom 18. August 1130 wurde Hermann I. von Winzenburg deswegen verurteilt. Seine Reichslehen, die Landgrafschaft Thüringen und die Markgrafschaft Meißen, wurden konfisziert. Auch das Bistum Hildesheim entzog ihm das Lehen an der Winzenburg und den ihr zugehörigen Gütern. Deswegen setzte der Geächtete dem König und den Fürsten hartnäckigen Widerstand entgegen. Er verschanzte sich in der Winzenburg für längere Zeit gegen ein wider ihn ausgesandtes Heer und ergab sich erst am 31. Dezember 1130. Die Winzenburg wurde geschleift und Hermann I. musste sich dem König zeitweilig als Gefangener auf der Blankenburg (Harz) stellen. In der Zeit, als sein Vater in Ungnade gefallen war, zog es seinen Sohn Hermann II von Winzenburg ins Rheinland, wahrscheinlich Mainz. Dort hielt er sich solange auf, bis sein Vater aus der Acht gelöst wurde. Hermann der I. von Winzenburg wurde ab 1134 vom König mit Verteidigungsaufgaben im Norden beauftragt und starb als Festungskommandant in Segeberg (Holstein) 1137/38. Geboren war er ca. 1083 in Formbach, Bayern als Sohn der Gräfin Mathilde von Reinhausen und des Grafen Hermann von Formbach und Windberg, der ein Sohn Meginhard IV von Formbach und Windberg war. Sein fälschlich von vielen Historikern angegebenes Todesdatum 1122 bezieht sich auf seinen Vater, Hermann von Formbach und Windberg und seinen Oheim, den Grafen Hermann III von Reinhausen, die beide im selben Jahr in Formbach starben. Nach dem Tod seines Oheims Hermann III von Reinhausen im Jahr 1122, trat Hermann I von Winzenburg, als Rechtsnachfolger, das Erbe der Grafen von Reinhausen an. Dazu gehörte das Gaugrafenamt im Leinegau und das Hauskloster Reinhausen.

#### Verschiedene Herren namens „Plesse“
Damit war Hermann I. von Winzenburg zwar vorerst geschwächt und neutralisiert, aber weder wirtschaftlich noch politisch vernichtet und offensichtlich hielten seine Brüder zu ihm. Auch die Burg Plesse blieb ihm erhalten und sie scheint in dieser Schwächephase die ihr zugedachte Rolle als strategischer Winzenburger Stützpunkt im oberen Leinetal erfüllt zu haben. Denn in einer Schenkungsurkunde, die im Sommer des Jahres 1139 von König Konrad III. in Hersfeld zu Gunsten des Klosters Volkenroda ausgestellt wurde, nennt der Winzenburger sich „Hermannus comes de Plessa“ und auch sein Bruder Heinrich von Assel wird in der Regeste zu einer Urkunde des Erzbischofs Heinrich I. von Mainz aus dem Jahr 1144 als „Heinrich von Plesse“ bezeichnet. Überhaupt verhalfen die veränderten politischen Verhältnisse Hermann II. von Winzenburg, acht Jahre nach der Verurteilung seines Vaters, das Blatt zu wenden. Schnell rückte er seit dem Jahre 1138 wieder in geachtete Stellung auf, gewann die Gunst König Konrad III. und wurde abermals Mainzer Vasall.
Am Beispiel der Burg Plesse wird deutlich, dass man im 12. Jahrhundert noch keine Familiennamen kannte. Wer sich im rechtsgeschäftlichen Verkehr genauer identifizieren musste, fügte seinem Vornamen einen Beinamen hinzu. Angehörige des Adels erschienen in Urkunden meistens mit dem Ortsnamen ihrer Besitzung und wenn sie über mehrere Güter verfügten, wechselten sie je nach Sachverhalt die Zubenennung. Auch der Begriff familia war weiter als heute gefasst. Zu ihr gehörte die gesamte väterliche und mütterliche Verwandtschaft einer Person.
In einer Liste von Lehnsleuten des Klosters Corvey, die auf die Jahre 1107–1128 zu datieren ist, erscheint ein „Ropertus de Blessen“, der 1138 in einer Urkunde des Erzbischofs Adalbert II. von Mainz für das Kloster Fredelsloh als „Rubertus prefectus castelli Plesse“ und 1139 in einer Beurkundung für das Kloster Katlenburg als „comes castelli de Plesse Ropertus“ bezeichnet wird. Ropertus (Robert) gehörte dem edelfreien Geschlecht derer von Eberschütz-Schöneberg an, das Besitzungen bei Hofgeismar hatte. Unter den Zeugen in jenen beiden Urkunden rangiert Robert von Plesse diplomatisch nach Graf Hermann II. von Winzenburg, der in der Region um Hofgeismar ebenfalls über Eigengut und Grafenrechte verfügte. Da Robert von Plesse und sein Bruder Konrad besonders in Urkunden auftauchen, in denen Hermann II. von Winzenburg und seine näheren Verwandten in Erscheinung treten, ist ein enges Verhältnis dieses Geschlechtes zu den Winzenburgern anzunehmen. Jedenfalls hat wohl Robert von Plesse die Burg Plesse bis vor dem Jahre 1150 im Auftrage der Winzenburger befehligt.

#### Konsolidierung der Macht
Als Gegner des Welfenherzogs und Siegfried IV. von Boyneburg (Northeim) bremste Hermann II. von Winzenburg deren Machtambitionen im mittleren und südlichen Leinegebiet und tat dies alles vermutlich auch im Interesse des Königs. Und als es ihm gut passte, söhnte sich Hermann II. im Jahr 1140 mit dem Northeimer aus und bahnte damit einen für sein Haus wichtigen Erbanfall an. Als nämlich am 27. April 1144 Siegfried IV. von Bomeneburg starb und mit ihm das Geschlecht der Grafen von Northeim erlosch, vermählte sich sein jüngerer Bruder Heinrich von Assel – alias von Plesse – ungeniert schnell mit dessen Witwe Richenza und sicherte dadurch den Winzenburgern die Bomeneburgischen Allodialgüter und Mainzer Kirchenlehen, die sonst in größerem Umfang Heinrich dem Löwen als nächstem erbberechtigten Verwandten der Grafen von Northeim zugefallen wären.
Heinrich von Assel starb schon 1146, so dass Hermann II. von Winzenburg keine andere Wahl blieb, als nunmehr von seiner verwitweten Schwägerin jenen Teil des Nachlasses käuflich zu erwerben, über den sie verfügen konnte. Die Mittel dazu hatte er allemal. Zudem übertrug König Konrad III. den Winzenburgern alle Grafschafts- und Vogteirechte, die Siegfried IV. von Bomeneburg vom Reich zu Lehen besessen hatte. Ebenso konnte Hermann II. von Winzenburg sich die Lehen sichern, die Siegfried IV. vom Erzstift Mainz und anderen Kirchen innehatte. Wie wichtig den Winzenburgern vor allem die Mainzer Lehen waren, ergibt sich daraus, dass sie dem Erzbistum dafür ihr Hauskloster Reinhausen und das Kloster Northeim, das sie gerade erst erworben hatten, abtraten. Auch König Konrad III. konnte die Regelung der territorialen Verhältnisse nach dem Aussterben der Bomeneburger als Erfolg ansehen, denn die Winzenburger (Protagonisten der Stauferpartei) bildeten fortan im Sächsischen ein Gegengewicht zu den expansiven Welfen.
Etwa 1138 wird Hermann II. von Winzenburg als Graf von Plesse bezeichnet. Er schloss sich König Konrad III. an, galt als Reichsfürst und wird als Zeuge in vielen königlichen Urkunden aufgeführt. Er stritt ständig mit den Bischöfen von Halberstadt und den Äbten von Corvey wegen vorenthaltener Lehen. Als Protegé des Königs gelang es ihm am 8. Mai 1150 schließlich – jedoch unter deutlich zu Protokoll gegebenen Vorbehalten des Bischofs von Hildesheim und gegen ein päpstliches Lehnsauftragungsverbot – mit der Winzenburg abermals belehnt zu werden.
Die Grafen von Winzenburg besaßen im heutigen Südniedersachsen so bedeutsame Burgen und Kirchenvogteien wie – Asselburg, Derneburg, Ringelheim, Winzenburg, Homburg, Gandersheim, Schildberg, Corvey, Northeim, Burgruine Schöneberg, Reinhausen, die Gleichen, womöglich auch Herzberg und Helmarshausen – und nicht zuletzt die Plesse. Sie kontrollierten um die Mitte des 12. Jahrhunderts ein Gebiet, das sich von der mittleren Leine bis nach Nordhessen und ins Eichsfeld erstreckte. Das alles schufen sie in nur zwei Generationen, doch reichte alle Macht Hermanns II. nicht aus, um sich und seine Familie persönlich zu schützen. In der Nacht des 29. Januar 1152 drangen Ministeriale der Hildesheimer Kirche in die Winzenburg ein und töteten ihn und seine schwangere Frau, Luitgard von Stade. Damit brach die Herrschaftsbasis eines der großen Geschlechter der Stauferzeit auseinander. Erst der Tod des Winzenburgers, der spätestens seit 1144 der mächtigste Fürst im heutigen Südniedersachsen war, ermöglichte es Heinrich dem Löwen im oberen Leinegebiet seine Herrschaftsbasis zu befestigen und bis zu seiner Ächtung 1180 konkurrenzlos auszubauen. In den Besitz der Plesse gelangte der Welfe aber nicht.
Seit 1150 war die Burg Sitz der Edelherren von Plesse, die sich nach der Burg benannten. Kaiser Heinrich VI. tauschte 1192 die Burg Plesse gegen die Burg Desenberg bei Warburg (Westfalen) ein, aber der Tausch wurde schon 1195 wieder rückgängig gemacht. Im Jahre 1447 trugen die Herren von Plesse ihren Eigenbesitz dem Landgrafen Ludwig von Hessen zu Lehen auf. Grund dafür war die Zersplitterung des Herzogtums Braunschweig-Göttingen. Die führenden Adelsfamilien konnten sich den bedrängenden Auseinandersetzungen der Pfandinhaber nicht entziehen und suchten deshalb Schutz und Rückhalt bei einem anderen Landesherrn.

#### Burg seit 1150 Afterlehen derer von Höckelheim
Nachdem das Winzenburger Geschlecht 1170 erloschen war, traten die Herren von Höckelheim/Plesse mit der Burg in direkte Lehnsbeziehungen zum Bistum Paderborn. Bernhard I. von Plesse (1150–1190) aus dem Geschlecht der Herren von Höckelheim, war vermutlich der ältere Sohn Helmolds I. von Höckelheim (1097/1144). Er nannte sich erstmals im Jahr 1150 nach der Burg. Damals lebte Hermann II. von Winzenburg noch, deshalb ist davon auszugehen, dass Bernhard I. die Burg zunächst nur als ein Winzenburger Afterlehen besaß und folglich deren Vasall war. Ob Bernhard II. schon im Todesjahr (1152) Hermanns II. von Winzenburg oder erst deutlich später – und dann gleich zusammen mit seinem Bruder Gottschalk II. von Höckelheim – in ein direktes Lehnsverhältnis zu Paderborn eintrat, wird in keiner Urkunde behandelt, kann aber aus verschiedenen Urkunden hergeleitet werden.

#### Herren von Höckelheim um 1180 Vasallen des Bischofs von Paderborn
Dass ein direktes Lehnsverhältnis zwischen den Herren von Höckelheim und Paderborn erst in den Jahren 1173–1183 entstand, lässt sich auf folgende Fakten stützen:
- Hermann II. von Winzenburg und sein Bruder Heinrich von Assel besaßen die Plesse gemeinsam.[31] Lehnsrechtlich üblich war, dass nach dem Tod Heinrichs im Jahr 1146 dessen Sohn, Otto von Assel in die väterliche Position rückte und im Jahr 1152, nach dem Tod seines kinderlos verstorbenen Onkels Hermann II. von Winzenburg, auch dessen Lehnsrechte an der Burg Plesse erbte. Wäre das Lehen frei geworden oder auch nur zweifelhaft gewesen, hätte es Heinrich der Löwe – wie ringsherum auch – für sich reklamiert. Natürlich wurde die Vita Meinwerci um 1160 nicht primär zum Ruhme des großen Gönners geschrieben, sondern vor allem deshalb, um alte paderborner Ansprüche rechtzeitig nochmals fest zu klopfen: zu ihnen gehörte auch die Burg Plesse.
- Bezüglich der Plesse war es aus Sicht des Bistums klug, den Ball bis zum Tode von Otto von Assel flach zu halten, wie es lehnsrechtlich ohnehin geboten war. Otto von Assel starb 1170[32] ohne männliche Nachkommen. Mit ihm erlosch das Geschlecht der Winzenburger und der Heimfall aller ihnen noch verbliebenen Lehen trat ein. Deshalb war das Bistum Paderborn erst ab 1170 frei, um die Burg in ein neues Lehnsverhältnis mit den Herren von Höckelheim einzubringen.

Diese Vermutung harmoniert aus verschiedenen Gründen: (1) Die Brüder Bernhard I. und Gottschalk I. von Höckelheim erschienen urkundlich erstmals am 15. August 1183 gemeinsam als Herren von Plesse. (2) Kurz davor, am 21. April 1183, bezeichnete der Bischof Adelog von Hildesheim den Höckelheimer als Grafen – comes Bernhardus de Plesse. Diese Anrede war kein Hinweis auf eine etwa vorausgegangene Standeserhöhung, sondern sie war nur eine mit Bedacht gewählte Eloge für denjenigen, der seine Rolle auf der Plesse zwar schon seit 1150 gut gespielt hatte, der aber nun mit seiner strategisch wichtigen Burg in ein direktes Lehensverhältnis mit keinem Geringeren als dem benachbarten Bistum Paderborn eingetreten war. Spätestens ab 1189 nannten sich die Herren von Höckelheim nur noch de Plesse.

### Neuzeit

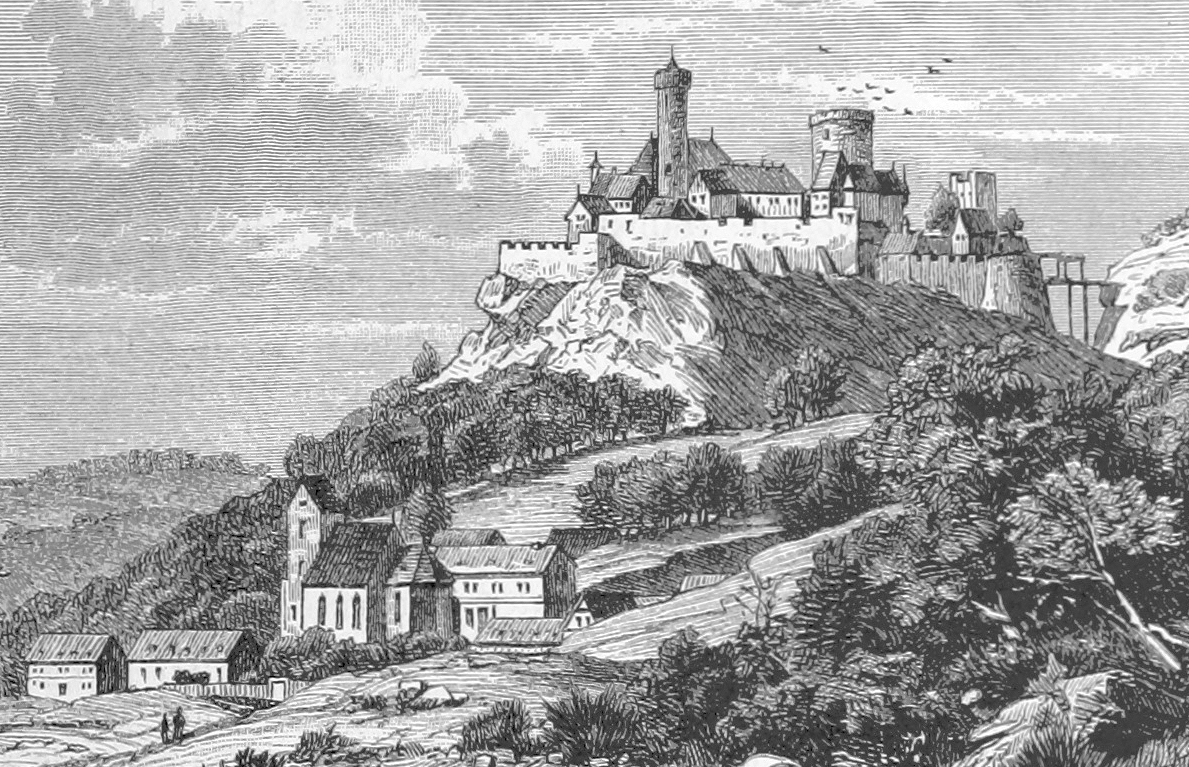
Burg Plesse um 1650

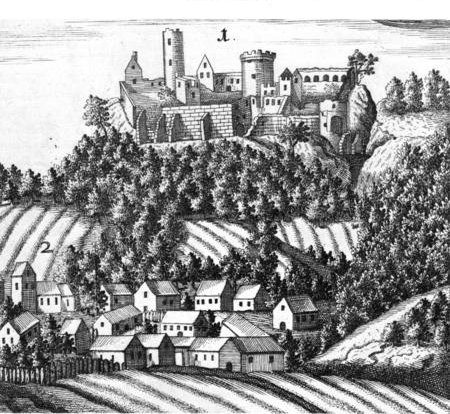
Burg Plesse um 1713

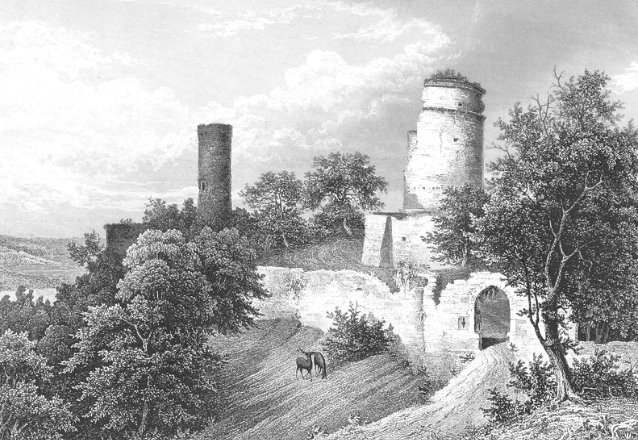
Die Ruine der Burg im 19. Jahrhundert

Im Jahre 1536 wurde in der Herrschaft Plesse, zu der die umliegenden Dörfer gehörten, die Reformation eingeführt. Sie hatte schon zu Beginn durch den aus den Niederlanden geflüchteten Theologen Petrus Noyen van Weert (Wertheim), der von 1536 bis 1540 als Prediger auf der Plesse wirkte, einen reformierten Akzent. Nachdem jedoch Martin Luther persönlich in einem von Dietrich III. von Plesse angeforderten Gutachten die Lehre des Niederländers als „nicht recht“ beurteilt hatte, kam die Herrschaft Plesse unter den Einfluss einer, von Göttingen her, lutherisch geprägten Theologie. Mit Dietrich IV. von Plesse starb 1571 der hier ansässige Stamm derer von Plesse aus. Eine Mecklenburger Linie des Geschlechts „von Plessen“ besteht bis heute. Landgraf Wilhelm IV. von Hessen-Kassel übernahm die Herrschaft Plesse als heimgefallenes Lehen. Durch Landgraf Moritz von Hessen-Kassel wurde 1614 in der Herrschaft Plesse das reformierte Bekenntnis durchgesetzt. In den Jahren 1623/24 hielt sich dieser auch mit seiner Familie mehrfach auf der Burg auf. Nach einer Belagerung 1627 wurden Burg und Herrschaft Plesse vorübergehend an den Landgrafen Georg II. von Hessen-Darmstadt abgetreten. 1660 wurde die Burg endgültig aufgegeben und diente fortan den Einwohnern der umliegenden Dörfer durch Steinabbruch als Baumaterial.
Johann Wolfgang von Goethe besuchte die Burg Plesse im Jahre 1801. Nach der französischen Besetzung im Jahre 1807 wurde die Herrschaft zum Kanton Bovenden im Königreich Westphalen übertragen. Nach dem Zusammenbruch des Königreichs Westphalen im Jahre 1813 übernahm das Kurfürstentum Hessen wieder die Herrschaft Plesse. Durch einen Tauschvertrag zwischen Preußen, dem Königreich Hannover und Kurhessen fiel die Herrschaft Plesse jedoch am 1. Mai 1817 an das Königreich Hannover. Ab 1821 wurden erste Restaurierungsarbeiten auf der Burg Plesse vorgenommen und in den Jahren 1853 bis 1864 wurde auf Initiative des hannoverschen Königspaares die Burg umfassend restauriert. Weitere Arbeiten folgten 1909. Im 19. Jahrhundert war die Plesse ein beliebtes Ausflugsziel der Göttinger Studenten, dies auch, weil die Herrschaft Plesse aufgrund der Zugehörigkeit zu Hessen für das hannoversche Göttingen wie zollfreies Ausland behandelt wurde und dadurch günstigere Kaufpreise bot.
Die einstige Zugehörigkeit der Herrschaft Plesse zu Hessen, hat – in kirchlicher Hinsicht – bis heute Spuren hinterlassen. Die evangelischen Gemeinden in den Plessedörfern Bovenden, Eddigehausen, Angerstein, Reyershausen, Spanbeck, Oberbillingshausen und Holzerode gehören anders als die anderen Orte Südniedersachsens nicht zur Evangelisch-lutherischen Landeskirche Hannovers, sondern zur evangelisch-reformierten Kirche.
Seit 1945 ist die Burg Plesse das Eigentum des Landes Niedersachsen. Seit 1978 gibt es den Förderverein „Freunde der Burg Plesse e. V.“, der sich der Burgenforschung widmet.

In der Burg Plesse gibt es heute ein Restaurant, und sie ist Veranstaltungsort von Konzerten, Theateraufführungen und anderen kulturellen Veranstaltungen. Burgführungen werden durch den Förderverein organisiert. Darüber hinaus führt das Standesamt Bovenden regelmäßig Eheschließungen auf der Burg durch.

## Herkunft des Namens Plesse

### Der helle Felssporn
Plesse ist ein Flurname, der im oberen Leinetal von alters her bekannt ist, Der Name Plesse, der für Blässe (Farblosigkeit) steht, stammt wahrscheinlich von dem hellen Felssporn, auf dem die Burg steht. Der Platz der Burg war schon in der älteren vorrömischen Eisenzeit (8.–6. Jahrhundert v. Chr.) mit einem in Lehm gesetzten Mauerzug besetzt. Abt Konrad von Abdinghof beschrieb um 1160 den Standort der Burg mit „sitam in loco, qui Plesse dicitur“ („Die Stadt liegt an einem Ort, der Plesse genannt wird“). Bei der 1983 im Inneren der Burgkapelle St. Peter und Paul durchgeführten Ausgrabung konnte nachgewiesen werden, dass auf die eisenzeitliche Topographie eine mittelalterliche Vorgängeranlage gesetzt wurde, die von der Burg aus der Zeit um 1200 überformt wurde.

### „Pletzken“
Es wurde in den letzten 400 Jahren immer wieder darüber spekuliert, woher Meinwerks Burg (Paderborner Bischof, 975–1036), den Namen „Plesse“ hat. Johannes Letzner erwähnte in seinem „Stammbuch der Edlen von Schwanringen / vnd Herren zu Plesse“ (1587) die Überlieferung, wonach Gottschalk von Schwanringen, nach erfolgreicher Suche eines geeigneten Bauplatzes für die Burg, ausgerufen haben soll:

Eine Mensur der Göttinger Studentenverbindungen Holzminda und Frisia vor einer Fotoleinwand mit der Plesse (1888/89)

„wahrlich das ist ein feiner wolgelegener pletzken
da sol und muß eine Borg angerichtet und gebawet werden. (…)
vnd ist der angefangener Baw Pletzke genandt wurden,
vnd nach langheit der zeit und art des gemeinen volckes
sind die drey Buchstaben tzk verloschen
vnd ss an die statt kommen
das es Plesse heisset
etwas leichter außzusprechen
als Pletzke wie es vielen anderen Namen mehr also ergangen.“

### „Bleße“
Dem hielt Joachim Meier in seinen „Origines et Antiquitates Plessenses“ (1713) entgegen:

„Die alte Fabel oder fette München-Lügen [Mönchslügen] dass Plesse von dem Wort Pläzken benennet seyn soll, ist […] ausführlich von mir wiederleget. […]
§. 9. Woher sie den Namen Pleße bekommen, getraue ich mir zwar vor keine Gewissheit zu sagen, weil solches in dergleichen Sachen gar schwer ist: Jedoch halte ich davor, daß, gleich wie Pleße oder Bleße/Plaße oder Blaße ein gar altes Teutsches Wort ist, und die Stirne oder das Vordertheil des Hauptes bedeutet.“

Damit ist Joachim Meier der erste, der diese Namensbedeutung ins Gespräch gebracht hat.

## Wappen

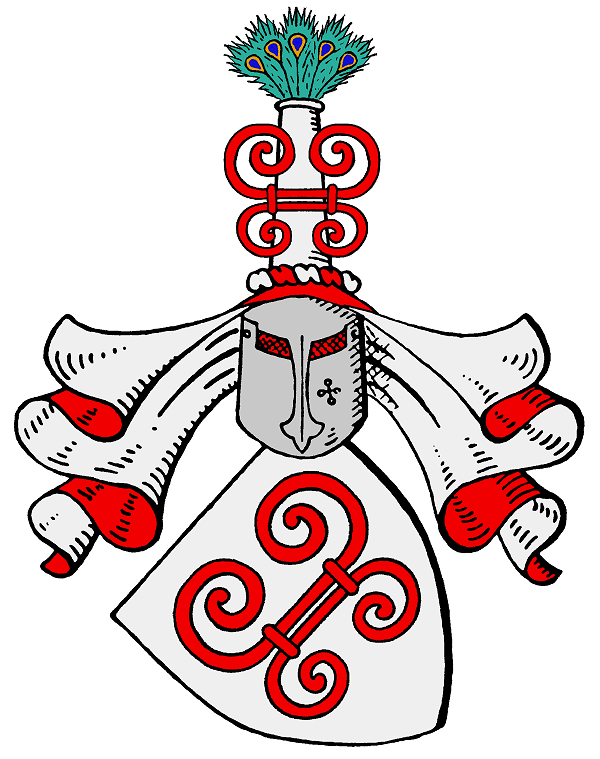
Stammwappen der Edelherren von Plesse (bis zum Jahre 1571)

Das auf dem Quedlinburger Reliquiar abgebildete Wappen Helmolds II. aus dem Jahr 1209 ist die erste Darstellung eines Wappens der Herren von Plesse. Die Tingierung ist deutlich als Rot und Silber zu erkennen: Auf dem roten Schild befindet sich ein in Silber gehaltener, waagerecht ausgerichteter Maueranker, dessen vier Enden schneckenförmig nach innen eingerollt sind. In späteren Jahren wurde die permutierte Form – roter Maueranker auf silbernem Grund, zuweilen auch auf goldenem Grund – gebräuchlich.
Der nach Mecklenburg gewanderte Teil der Familie trug mit der Zeit ein völlig anderes Wappen. Dieses zeigte auf goldenem Grund einen nach rechts gestellten schwarzen Stier, der den rechten Vorderlauf hebt und seinen Schwanz über seinen Rücken schwingt.